# Ghoulies 3: Ghoulies Go to College
Série
Ghoulies 2
(1987) Ghoulies 4
(1994)
Pour plus de détails, voir Fiche technique et Distribution.
Ghoulies 3: Ghoulies Go to College est un film américain réalisé par John Carl Buechler, sorti en 1991.

## Synopsis
Semaine de folie au lycée : deux bandes rivales, les Gammas et les Betas, se livrent une concurrence sans merci pour savoir qui aura organisé la meilleure blague de l'année. Tout se passe dans la bonne humeur jusqu'à ce que l'un d'eux récite un vers extrait d'un livre consacré aux Ghoulies. Sans le savoir, il a réveillé une vieille légende endormie : dès cet instant, les Ghoulies envahissent le Campus... et ce n'est pas une plaisanterie ! 

## Fiche technique
- Titre : Ghoulies 3: Ghoulies Go to College
- Réalisation : John Carl Buechler
- Scénario : Brent Olson
- Production : Lawrence Kasanoff (en) et Iain Paterson
- Musique : Michael Lloyd et Reg Powell
- Photographie : Ronn Schmidt
- Montage : Adam Bernardi
- Décors : Stephen Greenberg
- Pays d'origine : États-Unis
- Format : Couleurs - 1,85:1 - Stéréo - 35 mm
- Genre : Comédie horrifique et fantastique
- Durée : 94 minutes
- Date de sortie : 1991 (États-Unis)

## Distribution
- Kevin McCarthy : le professeur Ragnar
- Evan MacKenzie : Skip Carter
- Eva LaRue : Erin Riddle
- John Johnston : Jeremy Heilman
- Patrick Labyorteaux : Mookey
- Stephen Lee : Barcus
- Hope Marie Carlton : Veronica
- Jason Scott Lee : Kyle
- Billy Morrissette : Wes
- Marcia Wallace : Mlle Boggs
- Thom Adcox-Hernandez : Pixel
- Andrew Barach : Harley
- Matthew Lillard : Stork
- Griffin O'Neal : Blane
- Patrick Michael Ryan : Bud
- Dan Shor : un professeur
- Sherrie Wills : Buffy

## Autour du film
- Ghoulies 3 est le premier film de l'acteur Matthew Lillard.

## Saga Ghoulies
- 1985 : Ghoulies, de Luca Bercovici (en)
- 1987 : Ghoulies 2, d'Albert Band
- 1994 : Ghoulies 4, de Jim Wynorski